# Stenalcidia defimaria
Stenalcidia defimaria är en fjärilsart som beskrevs av Achille Guenée 1858. Stenalcidia defimaria ingår i släktet Stenalcidia och familjen mätare. Inga underarter finns listade i Catalogue of Life.